# Serra de Santo António
Serra de Santo António es una freguesia portuguesa del concelho de Alcanena, en el distrito de Santarem con 14,49 km² de área y 725 habitantes (2011). Densidad de población: 50,1 hab/km².